# Kartause von Padula

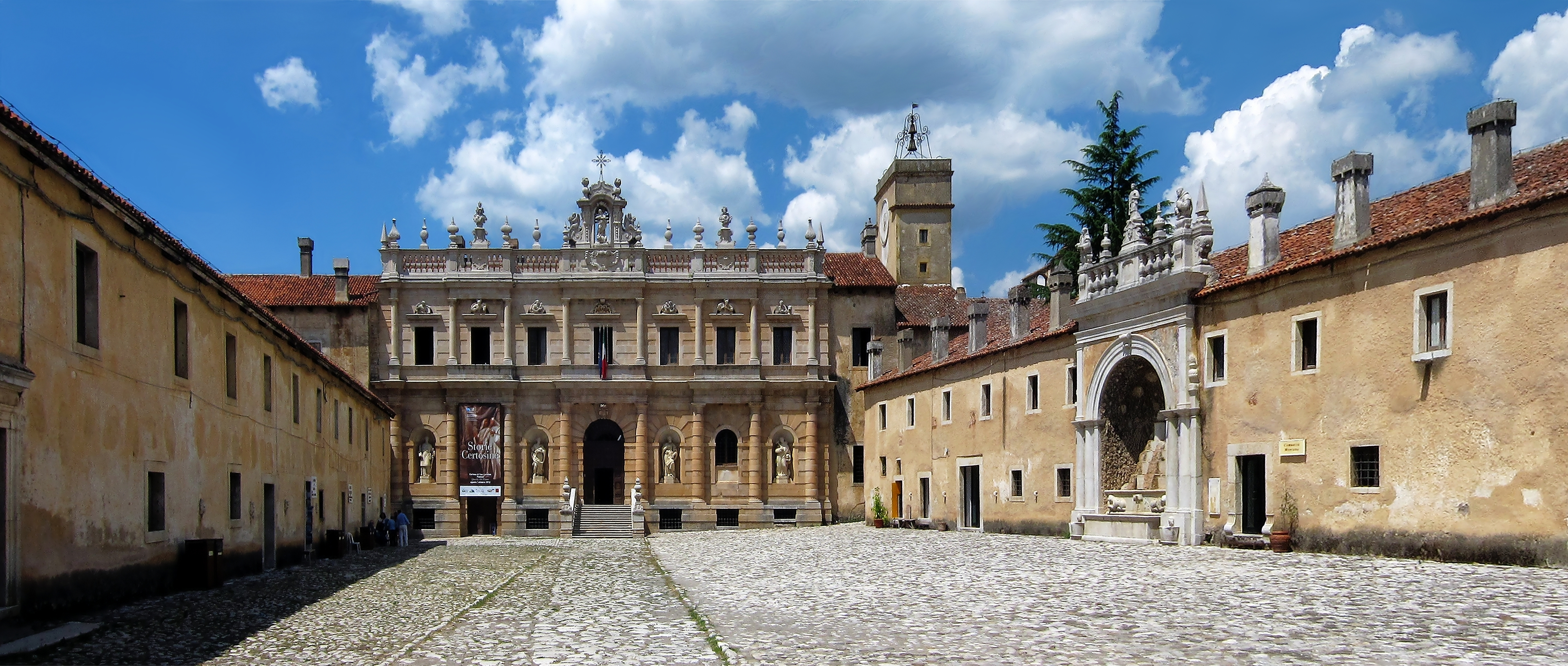
Kartause von Padula

Die Kartause von Padula (ital. Certosa di Padula), auch Kartause des hl. Laurentius in Padula (Certosa di San Lorenzo di Padula) genannt, ist ein Kartäuserkloster in Padula in der Provinz Salerno, Kampanien. 1998 wurde sie zum UNESCO-Weltkulturerbe erklärt.
Die ummauerte Gesamtanlage einschließlich des Parks hat eine Fläche von 250.000 m²; davon sind 30.000 m² überbaut. Das Gebäude hat rund 320 Zimmer und Säle. Der Kreuzgang gilt als der größte der Welt und umfasst ca. 12.000 m².

## Geschichte

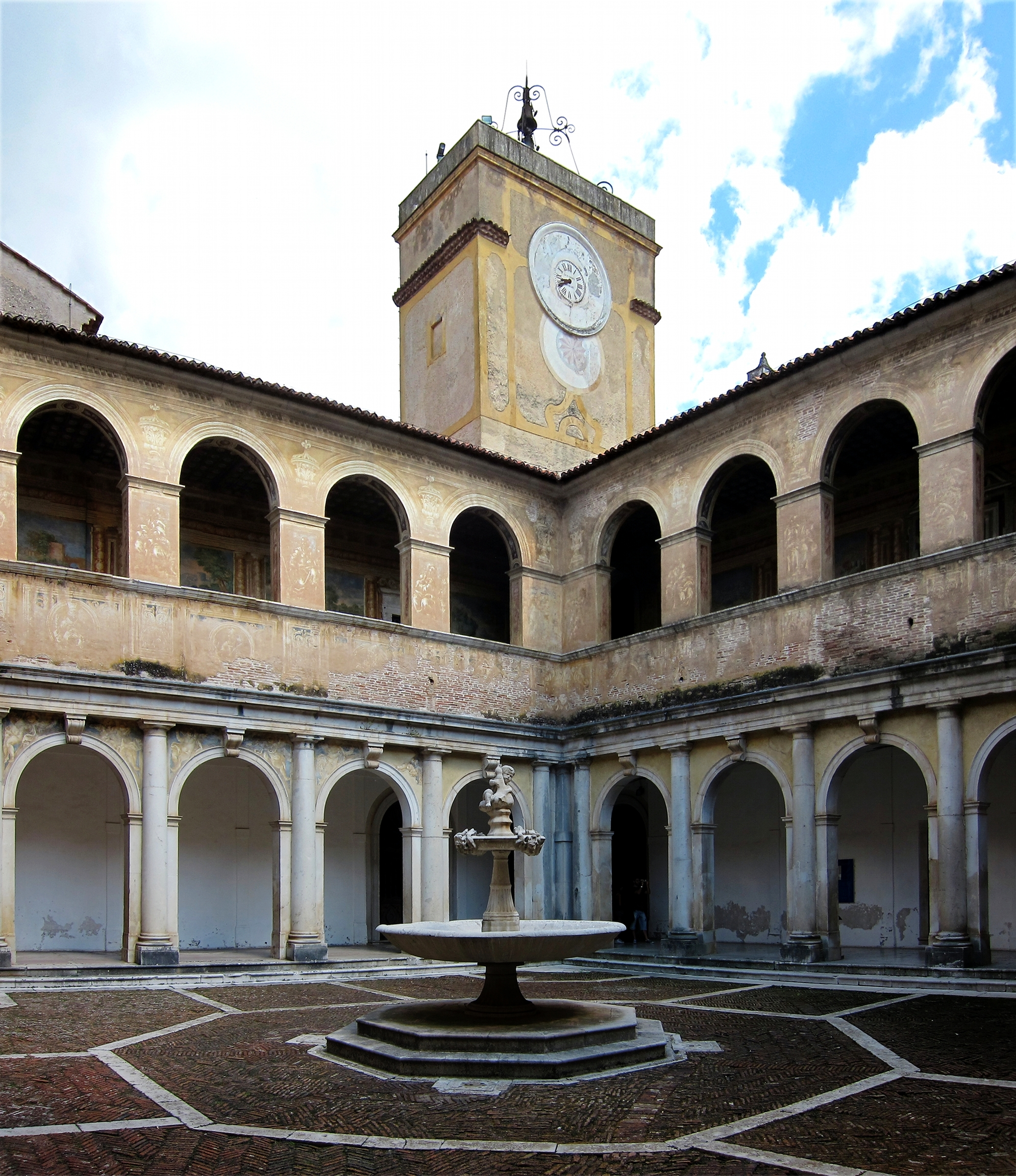
Kleinerer Innenhof

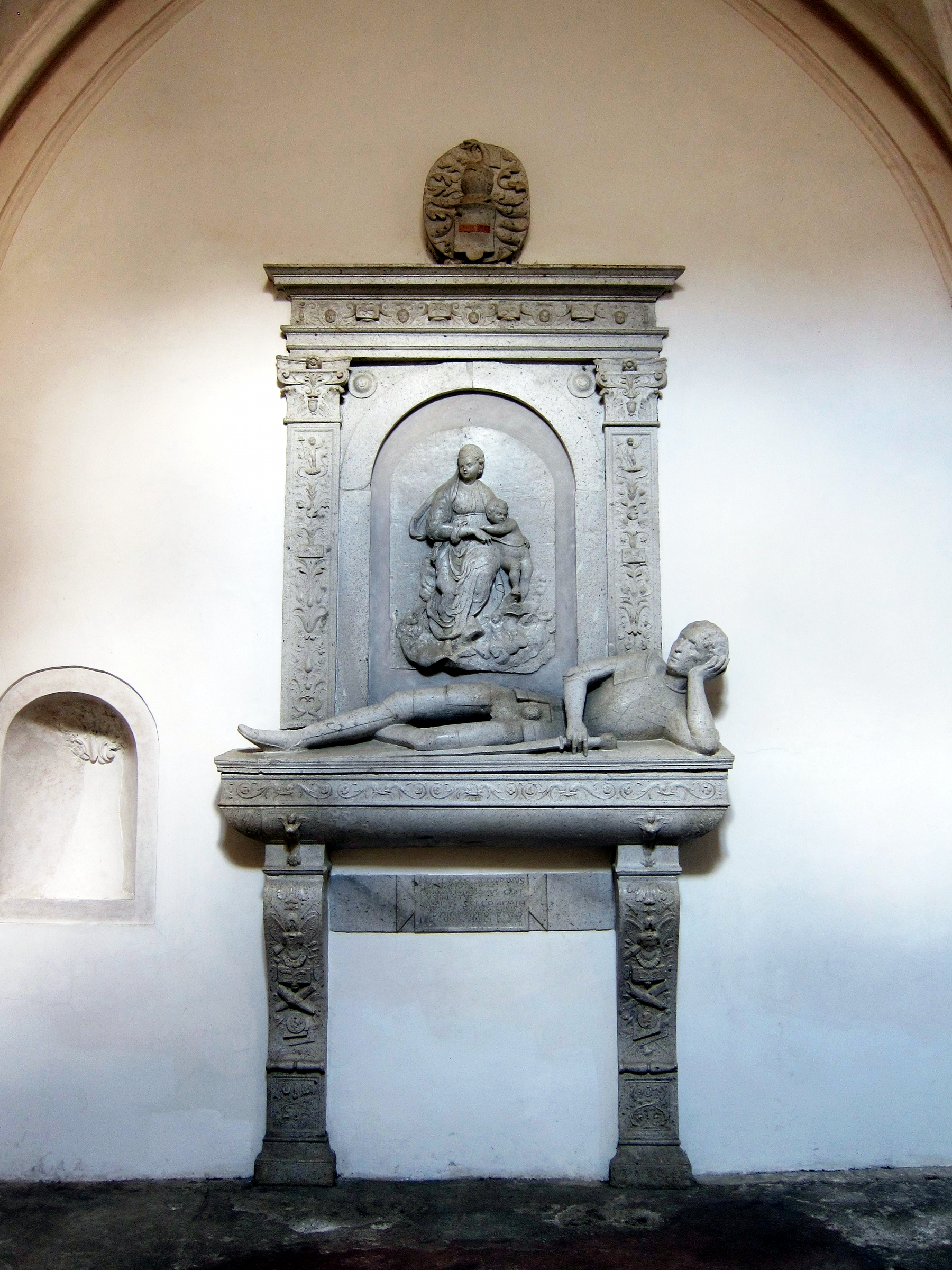
Kapelle des Gründers

Die Kartause wurde am 28. Januar 1306 von Tommaso Sanseverino, einem Grafen von Marsico aus dem Haus Sanseverino, bei Padula gegründet, wofür er die Kirche San Lorenzo und dazugehörigen Besitz durch Gütertausch von der Abtei Montevergine erworben hatte. Die Schenkungsurkunde wurde am 27. April 1306 von König Karl II. bestätigt und im Anschluss der Bau der Anlage begonnen.
Die Klosterkirche wurde 1374 fertiggestellt, jedoch zwischenzeitlich umgebaut. 1535 besuchte Kaiser Karl V. das Kloster auf der Rückkehr vom erfolgreichen Tunisfeldzug. Heute sind Kloster und Garten hauptsächlich durch barocke Stilelemente geprägt, die aus Umbauten im 16. Jahrhundert stammen und nach dem Vorbild des spanischen Escorial entstanden, der nach dem hl. Laurentius benannt ist. Der Kreuzgang wird von 84 Säulen umrahmt. An den Kreuzgang schließen sich die Zellen an; jeder der Mönche des Klosters verfügte über zwei Räume und einen Vorraum, mit eigenem Zugang zum Klostergarten, der mit Brunnen und Rabatten die barocke Lust an gestalteter Natur vermittelt.
An der Südwestecke des Kreuzgangs befindet sich die Treppe zur Bibliothek; die Wendeltreppe ist stützenfrei aus 38 monolithischen in der Außenwand verankerten Marmorstufen ausgeführt.
An der Nordwestseite des Kreuzganges wurde 1761 bis 1763 vom Baumeister Gaetano Barba ein achteckiges, offenes Prunktreppenhaus angefügt. Darin führen zwei zweiläufige Treppen in das Obergeschoss des Kreuzganges. Das Treppenhaus ist von einer ellipsenförmigen Kuppe überwölbt.
Napoleonische Soldaten eroberten und plünderten 1806 die Anlage und beraubten sie vieler ihrer Kunstwerke.
Im Anschluss wurden etliche ihrer Kunstwerke und die bedeutende Bibliothek ausgelagert.
Das Kloster wurde 1866 aufgelassen, der Klosterbesitz vom Staat annektiert. Während des Ersten Weltkriegs war auf dem Gelände des Klosters ein Kriegsgefangenenlager mit Soldaten der Österreichisch-Ungarischen Monarchie, in dem sich einschließlich des Bewachungspersonals bis zu 20 000 Menschen befanden.
Die Anlage wurde 1882 als nationales Baudenkmal anerkannt, jedoch erst ab 1960 in nennenswertem Maße restauriert. Das Kloster wurde gemeinsam mit den archäologischen Stätten von Paestum und Velia und dem Nationalpark Cilento und Vallo di Diano zum UNESCO-Weltkulturerbe erklärt.

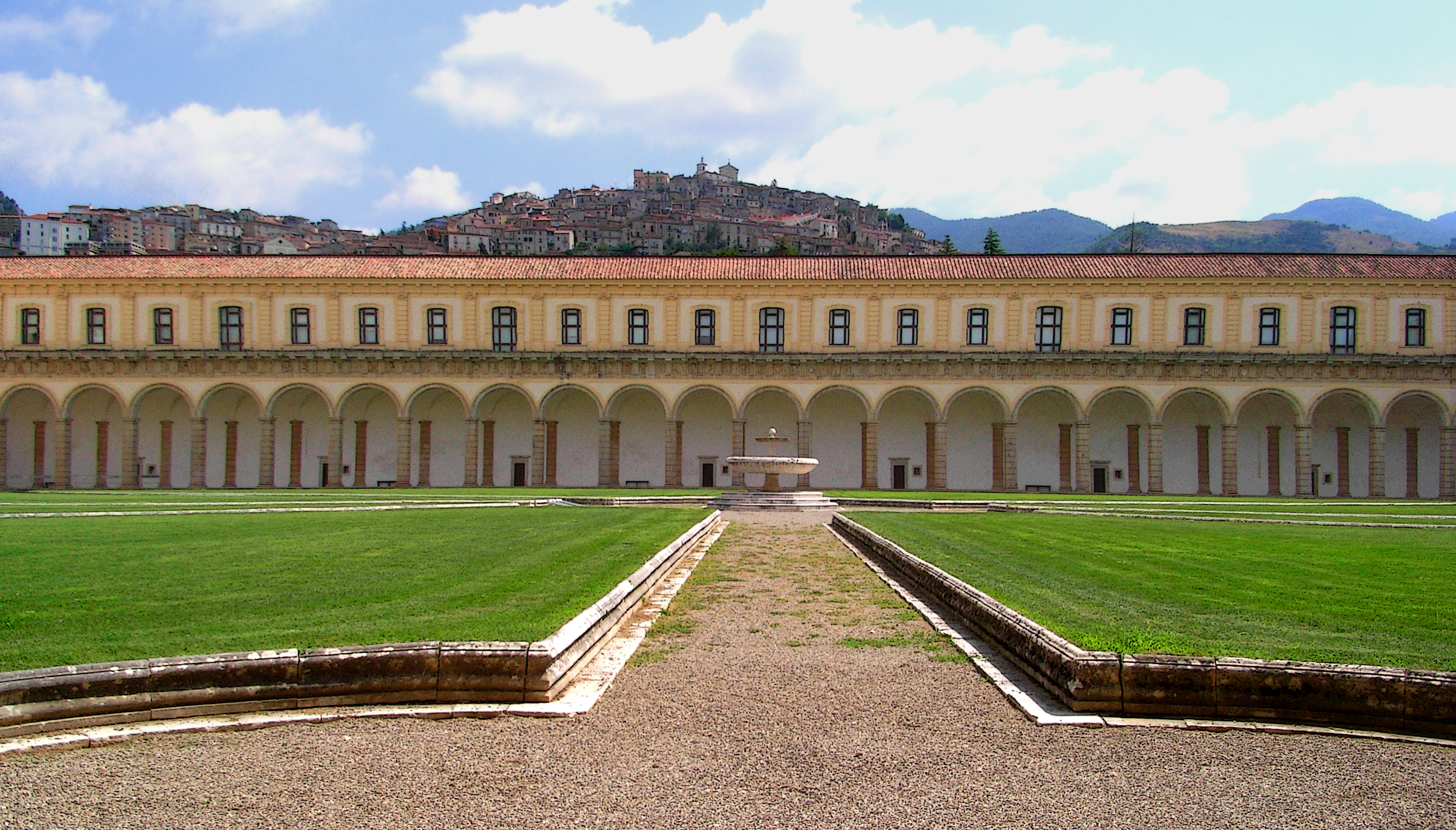
Innenhof
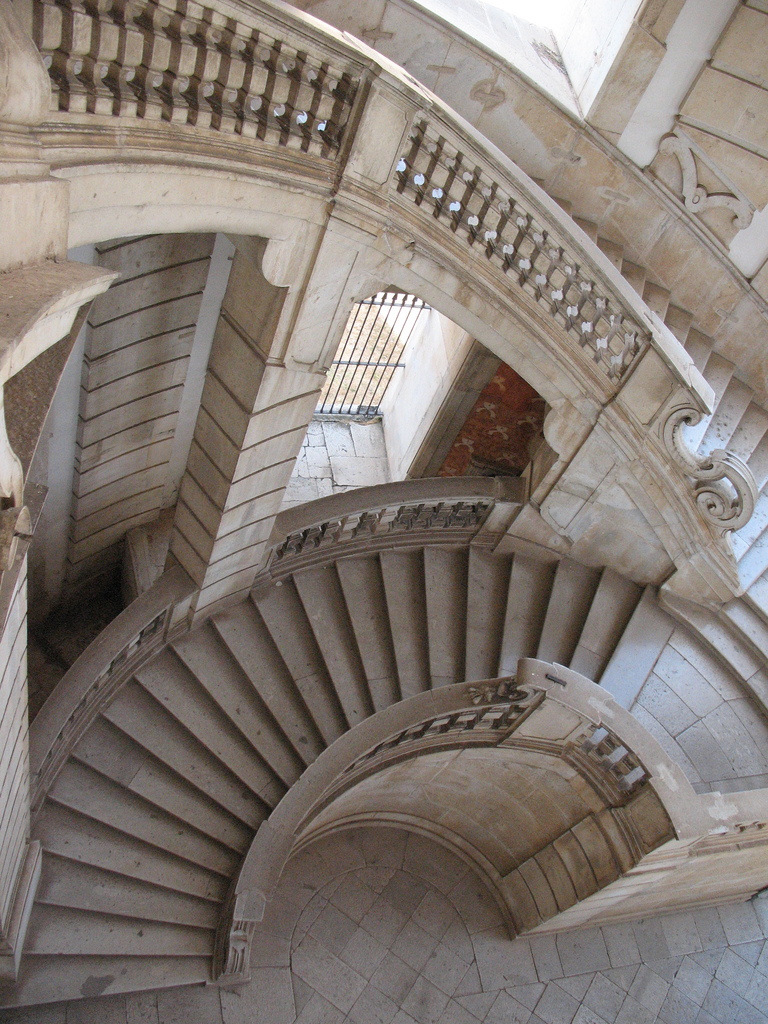
Haupttreppe
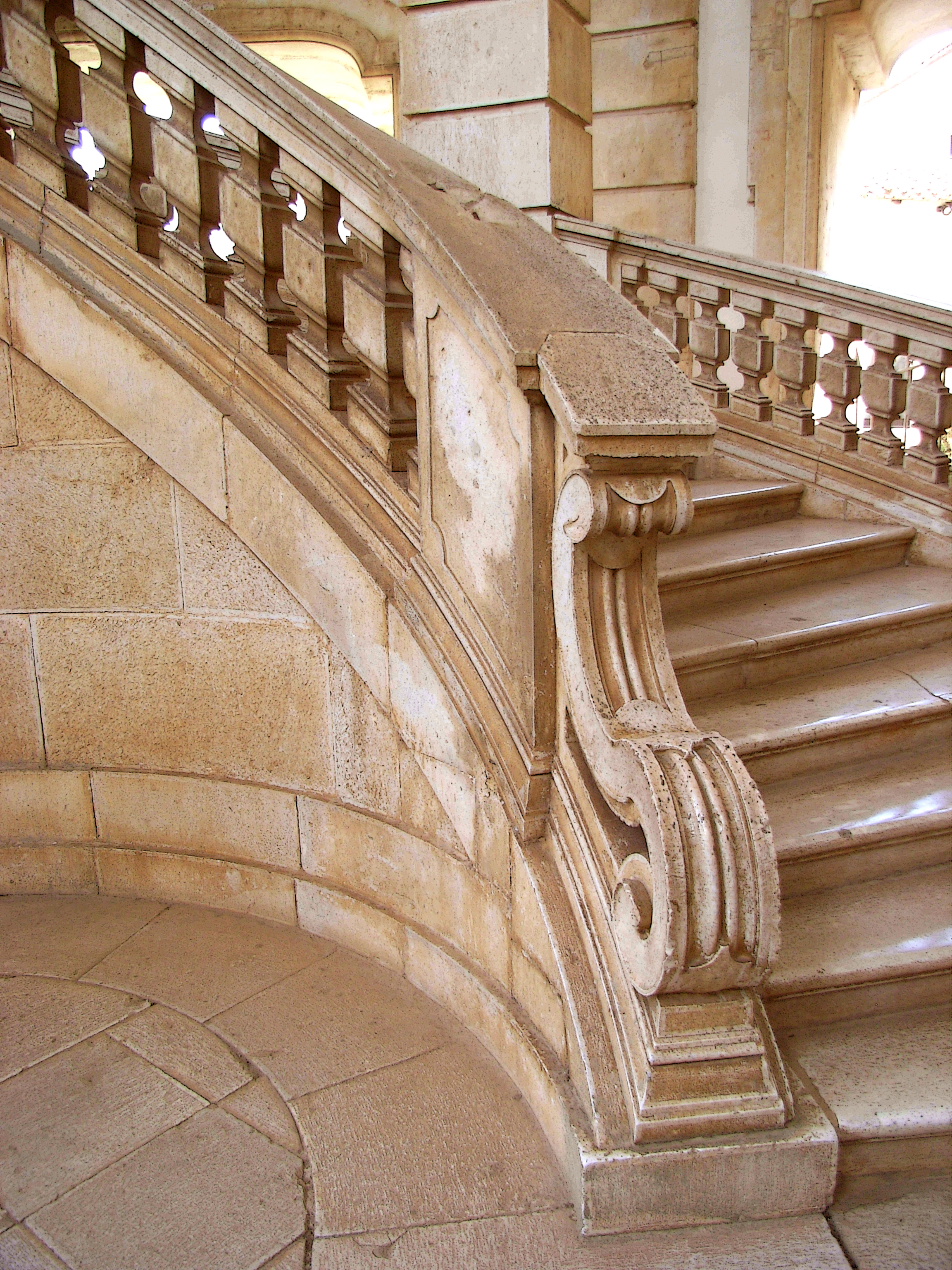
Detail des Treppenaufgangs